# Curtis Tomasevicz
Curtis Tomasevicz (Shelby, 17 de septiembre de 1980) es un deportista estadounidense que compitió en bobsleigh en las modalidades doble y cuádruple. 
Participó en tres Juegos Olímpicos de Invierno, entre los años 2006 y 2014, obteniendo dos medallas en la prueba cuádruple, oro en Vancouver 2010 (junto con Steven Holcomb, Justin Olsen y Steve Mesler), y plata en Sochi 2014 (con Steven Holcomb, Steven Langton y Christopher Fogt).
Ganó ocho medallas en el Campeonato Mundial de Bobsleigh entre los años 2007 y 2013.

## Palmarés internacional
| Juegos Olímpicos   | Juegos Olímpicos             | Juegos Olímpicos  | Juegos Olímpicos |
| Año                | Lugar                        | Medalla           | Prueba           |
| ------------------ | ---------------------------- | ----------------- | ---------------- |
| 2010               | Vancouver (Canadá)           | Medalla de oro    | Cuádruple        |
| 2014               | Sochi (Rusia)                | Medalla de plata  | Cuádruple        |
| Campeonato Mundial |                              |                   |                  |
| Año                | Lugar                        | Medalla           | Prueba           |
| 2007               | Sankt Moritz (Suiza)         | Medalla de plata  | Equipo           |
| 2008               | Altenberg (Alemania)         | Medalla de bronce | Equipo           |
| 2009               | Lake Placid (Estados Unidos) | Medalla de oro    | Cuádruple        |
| 2009               | Lake Placid (Estados Unidos) | Medalla de bronce | Doble            |
| 2011               | Königssee (Alemania)         | Medalla de bronce | Cuádruple        |
| 2012               | Lake Placid (Estados Unidos) | Medalla de oro    | Cuádruple        |
| 2013               | Sankt Moritz (Suiza)         | Medalla de oro    | Equipo           |
| 2013               | Sankt Moritz (Suiza)         | Medalla de bronce | Cuádruple        |